# 卡夫季諾湖
57°55′16″N 34°15′19″E / 57.92111°N 34.25528°E
卡夫季諾湖（俄语：Кафтино），是俄羅斯的湖泊，位於該國西北部特維爾州，由博洛戈耶區負責管轄，面積32平方公里，海拔高度158米，集水區面積707平方公里，最大水深39米。